# Psucin
Psucin [ˈpsut͡ɕEn] es un pueblo ubicado en el distrito administrativo de Gmina Nasielsk, dentro del Condado de Nowy Dwór Mazowiecki, Voivodato de Mazovia, en el este de Polonia central. Se encuentra aproximadamente a 10 kilómetros al sur de Nasielsk, a 12 kilómetros al noreste de Nowy Dwór Mazowiecki, y a 37 kilómetros al noroeste de Varsovia.